# EntertainerHi2
EntertainerHi2（エンターティナーヒッツ、1990年 - ）は日本の東京都を拠点に活動する大道芸人、パフォーマー、マジシャン、俳優。株式会社アリゲーターカンパニー所属。（Hi2、大道芸人ヒッツ）
idio2（イディオッツ）は Hi2 と こ〜すけ によるスタイリッシュコメディユニット。2人ならではの掛け合いとショーで様々な場所で活躍、優勝などの成績を収める。

## 人物・来歴
- 1990年（平成2年）生まれ。天秤座。血液型はAB型。身長180cm。体重61kg。
- 宮崎県延岡市出身[1]。
- 10歳の頃より郷土芸能の公演で各地を周る。
- 小学生の頃Mr.マリックを見て衝撃をうけ、マジックをはじめる。
- 高校卒業と同時に拠点を東京に移し活動開始。
- 2012年、東京都主催ヘブンアーティストに合格[2]。
- ハットジャグリング、コンタクトジャグリング、アニメーションダンス、パントマイム、マジック、メタルベントアート、を組み合わせたショースタイルで全国各地にて公演。
- フォークを使ったマジックでは、みるみるうちにフォークがオブジェへと変化させるという、最も得意なオリジナル作品。メタルベントアートというジャンルで主にトリネタとして行っている。
- メタルベントアートの作品をみた現マネージャーから『個展をやるから』と言われ、わずか半年後に個展を開催する。150名以上の動員数と反響に本人も驚く。
- ショーで使用しているフォークはダイソー3本入りである。100本単位で購入することが多い。
- ラーメンが大好きである。
- ショー中でのキャラクターとは違い、普段は自他ともに認めるネガティブさで、自身のブログのプロフィールにも記している[1]。

## 単独公演
- 2012年11月、初個展『Entertainer Hi2 First exhibition ボックス』
- 2013年2月、初ソロ公演 EntertainerHi2 First Live『カプセル』

## 受賞歴
- 2011年 江ノ島大道芸コンテスト 準優勝
- 2012年 芸王グランプリ 関東地区大会 優勝
- 2012年 芸王グランプリ 全国大会 優勝
- 2014年 アリオ鷲宮大道芸グランプリ 準優勝
- 2016年 アリオ鷲宮大道芸グランプリ 総合優勝  (Hi2とこ〜すけのユニット idio2にて)

## フェスティバル
- 幕張大道芸フェスティバル
- 野毛大道芸フェスティバル
- 高円寺びっくり大道芸
- アートタウンつくば大道芸フェスティバル
- 三茶de大道芸[3]
- あつぎ国際大道芸[4]
- 日立国際大道芸
- ヘブンアーティストTOKYO
- ヘブンアーティスト in 渋谷
- ヘブンアーティスト in 丸の内
- さいたま新都心フェスティバル[5]
- 北の大地de大道芸
- 天保山ワールドパフォーマンスフェスティバル
- 大道芸ワールドカップin静岡
- 月潟大道芸フェスティバル
- 富山大道芸フェスティバル
- 長野大道芸フェスティバル
- 立川大道芸フェスティバル

## 海外公演
- 2012年韓国D.FESTA参加
- 2012年韓国ナミ島
- 2013年新年日本文化展
- 2013年韓国JAPAN WEEK
- 2015年バンコクSIAM STREET FEST
- 2016年韓国原州児童演劇祭
- 2016年韓国日本文化展
- 2017年韓国日本文化展 idio2
- 2017年ドイツ Bamberg zaubert idio2
- 2018年韓国日本文化展 idio2
- 2019年マカオ MACAU  INTERMATIONL MIME FESTIVAL  idio2

## TV
- いつか陽のあたる場所で（2013年、NHK） - マジック指導、出演（第6話）
- シェアハウスの恋人（2013年、日本テレビ） - 出演
- Dr.DMAT（2014年、TBSテレビ） - 出演（第7話）
- シャキーン！（2015年、NHK） -  出演
- JapaniaTV（2015年、TOKYO MX） - idio2 出演
- モヤモヤさまぁ〜ず2 江ノ島編（2016年、テレビ東京） - 出演
- がむしゃらジャパニーズ〜ボクたち世界で通用しますか？〜 NY編（2016年、関西テレビ） - 出演